# Židovská demokratická strana
Židovská demokratická strana byla židovská politická strana na území prvorepublikového Československa, respektive na Podkarpatské Rusi, která kandidovala v doplňovacích parlamentních volbách na Podkarpatské Rusi v roce 1924.

## Dějiny
V roce 1921 se na Podkarpatské Rusi začalo formovat politické spektrum. Od počátku se zde etablovaly tři hlavní politické proudy: sionistický inspirovaný kandidátní listinou Sdružené židovské strany, která se zúčastnila v Českých zemích a na Slovensku parlamentních voleb v roce 1920, ultraortodoxní napojený na hnutí Agudat Jisra'el a agrárně-konzervativní, mající blízko k československým agrárníkům a zaměřený na obhajobu zájmů židovských statkářů a obchodníků. V roce 1923 všechny tři tyto ideové směry dokázaly kvůli pocitu vnějšího ohrožení antisemitismem i kvůli společným zájmům na obhajobě židovských ekonomických zájmů spolupracovat a vytvořit zastřešující alianci pod názvem Židovská strana Podkarpatské Rusi. Za agrárníky v ní zasedal Emanuel Guttmann, za ortodoxní Koloman Weiss a za sionisty Alexander Spiegel. V komunálních volbách roku 1923 pak tato společná platforma uspěla v mnoha obcích.
V roce 1924 se tato koalice ovšem rozpadla a agrární a ortodoxní proudy se od sionistů oddělily a jejich předáci včetně Emanuela Guttmanna vedli jednání s československými argárniky (Antonín Švehla a Jan Malypetr). Po návratu z Prahy se pak Židovská strana Podkarpatské Rusi rozpadla. Agrární a ortodoxní křídlo pak vytvořilo Židovskou demokratickou stranu. Ta kromě některých ideologických výhrad vůči sionismu (odpor proti sekularismu) reflektovala i odpor místních židovských elit proti diktátu sionistické organizace z Českých zemí (na vedoucí místo kandidátní listiny totiž sionisté prosadili pražského sionistu Ludvíka Singera). Ve volbách získala Židovská demokratická strana 9 900 hlasů, a neobdržela tak zastoupení v parlamentu. Voličskou podporou ji předstihla i sionistická Židovská lidová strana s téměř 18 000 hlasy, ale ani ona nedostala dostatek hlasů pro vstup do parlamentu.
V následujících letech se rozkol z roku 1924 projevil jako trvalý rys podkarpatoruské židovské politiky a proud reprezentovaný Židovskou demokratickou stranou (respektive jejími nástupkyněmi) se udržel po celý zbytek První republiky. V parlamentních volbách v roce 1925 agrární a ortodoxní Židé kandidovali jako Židovská hospodářská strana, v zemských volbách v roce 1928 jako Židovská republikánská strana, v parlamentních volbách v roce 1929 pak Židovská republikánská strana přímo vplynula do československé argární strany. Sionistický proud reprezentovala Židovská strana, ale na Podkarpatské Rusi se jí už nikdy nepodařilo získat dominantní pozici mezi tamními Židy.